# Belogorszki járás
A Belogorszki járás (oroszul Белого́рский райо́н) Oroszország egyik járása az Amuri területen. Székhelye Belogorszk.

## Népesség
- 1989-ben 28 648 lakosa volt.
- 2002-ben 23 848 lakosa volt.
- 2010-ben 20 052 lakosa volt.